# جيريمي هاريس
جيريمي هاريس (بالإنجليزية: Jeremy Harris)‏ هو سياسي أمريكي، ولد في 7 ديسمبر 1950. حزبياً، نشط في الحزب الديمقراطي. وقد انتخب Mayor of Honolulu ‏ (1994 – 2004).